# ライトオン
株式会社ライトオン（英: Right-on Co., Ltd.）は、東京都台東区に本社を置くジーンズを中心に販売する衣料品チェーン店を運営する企業。

## 概要
- 「Right-on」（ライトオン）の他に、「Right-on ex」（ライトオンイーエックス）・「FLASH REPORT」（フラッシュリポート）・「BACK NUMBER」(バックナンバー)・「CHIME」（チャイム）・「BACK NUMBER KIDS」（バックナンバー　キッズ）・「Naughty Dog」（ノーティードッグ）の7業態を手掛ける。
- 店舗数 - 340店舗（2024年10月時点）[2]
- 年齢・性別を超えた幅広い客層に、ジーンズを中核アイテムとしたカジュアルウェアを販売している。
- ショッピングセンター、パワーセンター、駅ビル等のインショップ、都市型路面店及びロードサイド型店舗と様々な出店形態により全国チェーン展開。
- さくら野百貨店北上店、トキハ別府店のような百貨店を核とした都市型モール内にテナントとして出店するケースもある。

## 沿革
- 1980年（昭和55年）4月1日 - 資本金400万円で株式会社ライトオンを設立[1]。
- 1985年（昭和60年）4月 - 茨城県第1号店（つくば吾妻店）を新治郡桜村（現・つくば市）吾妻に出店。同地は筑波研究学園都市で、国際科学技術博覧会開催期間中であった。以降、地方圏・郊外の出店戦略に転換する。
- 1987年（昭和62年）9月 - 本店を東京都立川市に移転
- 1988年（昭和63年）5月 - 本部事務所をつくば市に設置
- 1993年（平成5年）8月 - 全店にPOSシステムを導入する
- 1994年（平成6年）11月 - つくば本店を出店（同本店に本部事務所を移転）
- 1995年（平成7年）
  - 5月 - 日本証券業協会に株式を店頭登録する[1]。
  - 12月 - 総店舗数が100店舗を超す
- 1997年（平成9年）3月 - 茨城県にアウトドア専門店（CAMP7）を開設。販売を開始。
- 2000年（平成12年）2月 - 東京証券取引所第一部上場[1]
- 2002年（平成14年）9月 - アウトレット事業の展開を開始。（ライトオンセカンド）
- 2005年（平成17年）
  - 6月 - 資本金を61億7,611万円に増資
  - 9月 - 新業態店舗「MPS」の出店。
- 2006年（平成18年）9月 - つくば駅前・西武百貨店筑波店正面に本部事務所・本店を移転
- 2008年（平成20年）
  - 11月 - Eコマース事業を開始
  - 12月 - 新業態店舗「ラプア」の出店。
- 2010年（平成22年）3月 - 東京都渋谷区神宮前に原宿デザインオフィスを設置。
- 2011年（平成23年）8月 - 株式会社チャイムを吸収合併。
- 2012年（平成24年）3月 - 東京都渋谷区神南に渋谷デザインオフィスを設置。（原宿デザインオフィスからの移転）
- 2013年（平成25年）12月 - 新業態店舗「バックナンバー」の出店。
- 2015年（平成26年） - 店舗数が過去最大の516、売上が過去最大の782億円を計上[2]。
- 2016年（平成28年）
  - 8月 - 台湾出店に向けて、台灣萊特昂股份有限公司（RIGHT ON TAIWAN CO., LTD）を子会社として設立。
  - 10月 - 新規アウトレット業態として、茨城県稲敷郡阿見町に「BACK NUMBER あみプレミアム・アウトレット店」を出店。
- 2017年（平成29年）
  - 3月 - 新業態店舗「Naughty Dog」の出店。
  - 4月 - 台湾1号店を台北市に出店。
- 2018年（平成30年）4月 - 商品部など、営業系部署を原宿本部に移転。
- 2019年（令和元年）6月 - 本店所在地及び本部事務所をつくば市内で移転。
- 2023年（令和5年）10月 - 東京証券取引所スタンダード市場へ市場変更。
- 2024年（令和6年） - 決算で売上が最盛期の半分以下の388億円、店舗は340まで減少。営業損失55億円を計上[2]。
- 2025年（令和7年）1月 - 株式会社W&Dインベストメントデザインの株式公開買付け（TOB）を受け、同社の子会社となった[3]。なお、同社は株式会社ワールドと株式会社日本政策投資銀行の合弁会社であることから、事実上ワールドグループに入った[4][5]。

## 旧本社ビル

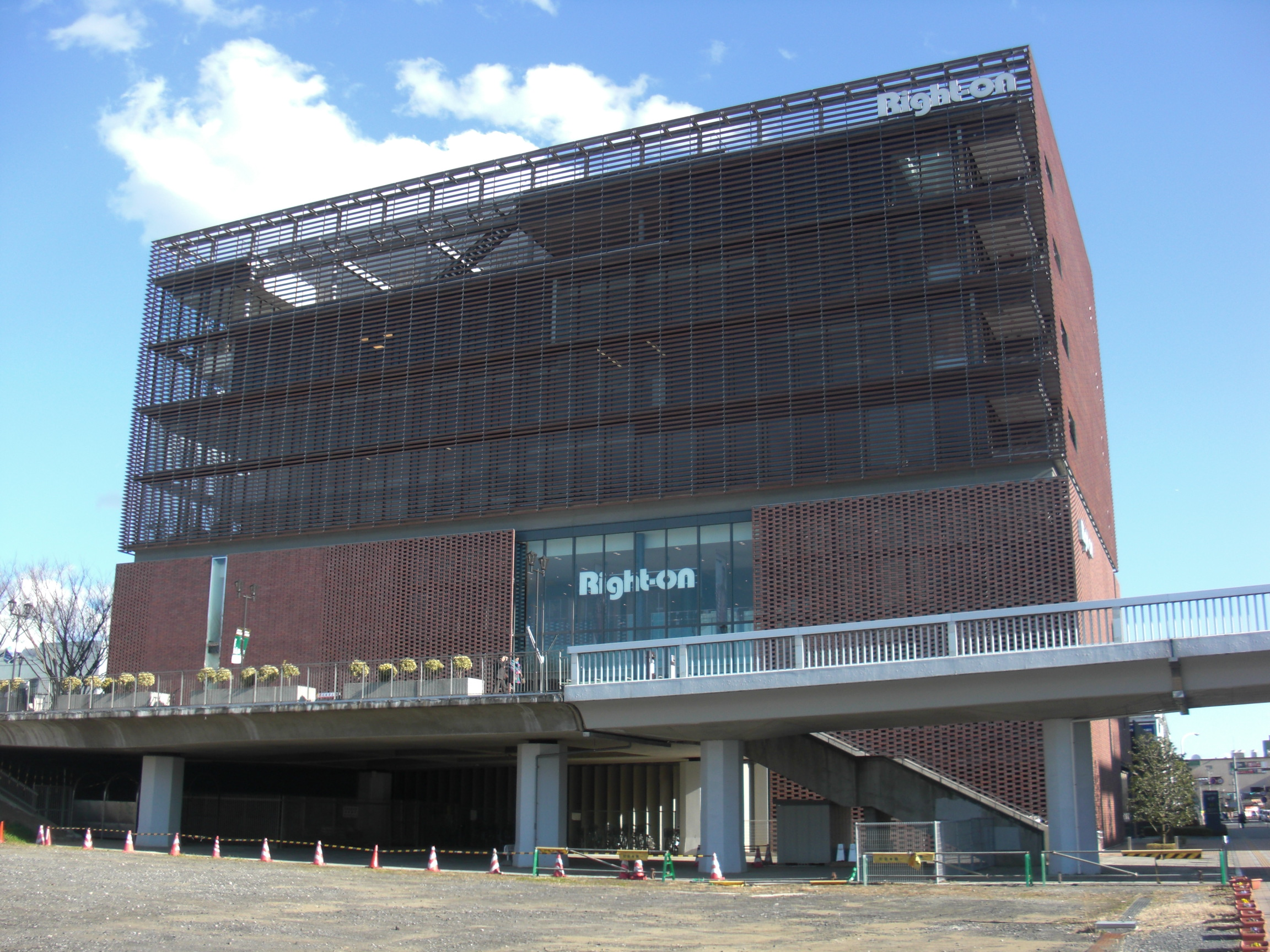
旧本社ビル（現：T.S BUIL）

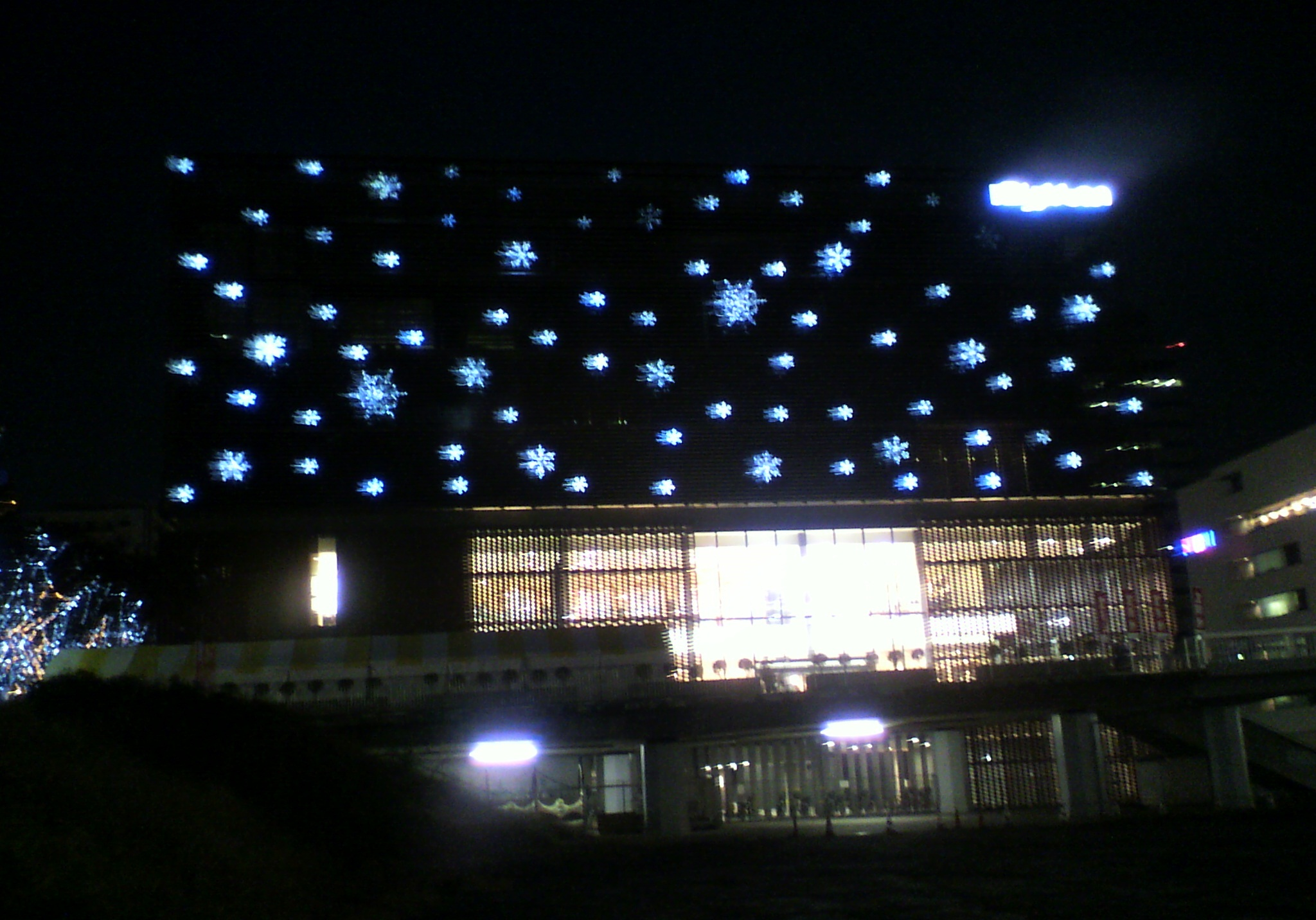
旧本社ビルのクリスマスイルミネーション（2010年11月）

「つくば駅前広場公共交通広場」（つくばセンターバス停留所）とバスターミナルビル用地を挟んで向かい側に立地しており、同駅の全ての出口から見える一等地にある。つくばセンタービル（設計・磯崎新）・つくばクレオスクエア・常陽つくばビル・つくば三井ビル・関友つくば第一ビルと並んで筑波研究学園都市中心部のビル群を構成する一つとなっている。
地上7階建て。低層階は段違いに積み上げられた煉瓦、上層階は格子が設置され、独特の外観となっている。低層階（1 - 3階）はつくば本店で、床面積約500坪。上層階（4 - 7階）は本部事務所として使用している。つくば駅開業約1年後の2006年8月21日から本部業務が、同年9月から店舗営業が開始された。
その後、営業系機能の都心移転を経て、2018年に本社土地・建物を譲渡。2019年6月には本店所在地・本部事務所もつくば市小野崎260-1に移転した。
毎年クリスマスイルミネーション「つくば光の森」を分担実施しており、バスターミナル側の壁面に設置される。
会社は、つくばセンター地区（中心部）内に施設立地している企業等29者で構成する「つくばセンター地区活性化協議会」の正会員になっている。
- 築年月日：2006年8月10日
- 設計：久米設計
- 施工：竹中工務店[9]
- 茨城県つくば市吾妻一丁目11番地1
- 首都圏新都市鉄道つくばエクスプレス つくば駅 A3・A4出口徒歩2分

## 不祥事

### 下請代金支払遅延等防止違反
2012年9月7日、売れ残った商品など1億2364万円分を下請け業者に不当返品したとして、下請代金支払遅延等防止違反の疑いで、公正取引委員会は、同社に対し勧告を出した。

## POSシステム
POSシステムは、富士通製を使用。

#### 広報資料・プレスリリースなど一次資料
1. ↑  つくばセンター地区活性化協議会について つくばセンター地区活性化協議会